# Asterina phylactica
Asterina phylactica är en sjöstjärneart som beskrevs av Emson och Crump 1979. Asterina phylactica ingår i släktet Asterina och familjen Asterinidae. Inga underarter finns listade i Catalogue of Life.